# Borossebes–Menyháza keskeny nyomtávú vasút
Az egykori Borossebes–Menyháza-vasútvonal a hajdani Arad vármegyében (ma Románia) feküdt. A keskeny nyomközű vasútvonal nyomtávolsága 760 mm volt.

## Története
Az Aradi és Csanádi Egyesült Vasutak (röviden ACsEV) borossebesi állomásától induló kisvasutat Wenckheim Frigyes gróf építtette saját költségén. A 21,2 km hosszú vasútvonalat 1893. augusztus 14-én nyitották meg, építése 303 000 koronába került. A korlátozott közforgalmú kisvasút kezelője az ACsEV volt.
A hegyvidéki jellegű pályán a legnagyobb emelkedés 18‰, a legkisebb ívsugár 50 méter volt. A vasútvonalon 67 db híd és áteresz épült.
Az alépítményt 2,8 méteres koronaszélességben készítették, a kisvasúti vágányt 10,9 kg/fm tömegű, „w” jelű acélsínekkel fektették. A pályára 2,1 tonnás tengelyterhelést és legfeljebb 25 km/h-s sebességet engedélyeztek. A forgalmat és a rakodást kilenc állomás segítette.
A vontatáshoz két darab kétcsatlóst, majd később egy háromcsatlós gőzmozdonyt vásároltak:
| Pályaszám | Név     | Gyári szám | Gyártó                 |
| --------- | ------- | ---------- | ---------------------- |
| 1         | PÁL     | 1893/3648  | Sigl, Wiener Neustadt  |
| 2         | LÁSZLÓ  | 1893/3649  | Sigl, Wiener Neustadt  |
| 3         | KRISZTA | 1897/13    | Weitzer János gépgyára |

A kisvasút a monyászai fürdőbe (a település neve 1910-től Menyháza) igyekvőkön kívül a környék kőbányáiból vörös márványt szállított az aradi építkezésekhez, illetve a cukorgyártáshoz szükséges mészkövet a mezőhegyesi cukorgyárba.
Az ACsEV vasútmérnöke Sármezey Endre 1901-ben új gőzmotorkocsit tervezett az Alföldi Első Gazdasági Vasút (röviden AEGV) számára. A budapesti Ganz gyárban készült 1001 pályaszámú kísérleti jármű próbamenetei a vasútvonalon zajlottak 1901 végén, mielőtt Békéscsabán véglegesen forgalomba nem helyezték.
A trianoni békeszerződés után a kisvasút 1920-tól Romániához került. A 2 pályaszámú gőzmozdonyt az AEGV szerezte meg, ahol a pályaszámát megtartva 1927-ig Békéscsabán dolgozott, majd újra a Wenckheim család tulajdonába került, a család tarhosi uradalmában üzemeltették.
A kisvasúton mindinkább a faanyag szállítás került előtérbe, ezért 1934-ben négy kisebb-nagyobb szárnyvonal épült ki összesen 18 km hosszúságban. A második világháború után a kisvasút üzemeltetője 1948-tól a Romániai Erdei Vasutak (röviden CFF) lett. Ebben az időszakban is több gőzmozdony látta el a vontatási szolgálatot:
| Pályaszám   | Gyári szám | Gyártó                                                | Megjegyzés |
| ----------- | ---------- | ----------------------------------------------------- | --- |
| CFF 763.108 | 1908/?     | Mayer-féle gépgyár (később beolvadt a Schlick gyárba) | |
| CFF 763.201 | 1907/1942  | Bdp. 75/3 jelleg                                      | ex. AHMV 1 psz., 1962-ben Várasfenesre került                                                                            |
| CFF 764.460 | 1956/1199  | Reșița (Resicabánya)                                  | 1962-ben Várasfenesre került, 1998-tól a Csömödéri Állami Erdei Vasúton üzemel ÁBEL néven, jelenlegi pályaszáma 490,2002 |

A keskeny nyomközű vasútvonal, feltehetően az eredeti pálya végleges tönkremenetele miatt 1962-ben megszűnt.